# Berliner Kammeroper
Die Berliner Kammeroper war ein Berliner Opernensemble mit wechselnden Spielstätten, das 1981 von Henry Akina and Brynmor Jones gegründet wurde.
Etwa siebzig, meist selten oder bis dahin gar nicht gespielte Werke des Musiktheaters aus verschiedenen Genres wurden erarbeitet, darunter der Kammeroper im eigentlichen Sinne sowie der vorklassischen Oper und des heutigen Repertoires. Seit 2004 konzentrierte sich die Berliner Kammeroper auf die Erarbeitung zeitgenössischer Kammeropern und Uraufführungen. Sämtliche Produktionen waren Berliner Erstaufführungen. Viele Inszenierungen wurden als in- und ausländische Koproduktionen erarbeitet oder gingen auf Gastspielreise. 
Von 1996 bis 2002 war Brynmor Jones künstlerischer Leiter, 2002–2012 lag die künstlerische Leitung bei Kay Kuntze. 2012/13 bestand das Leitungsteam aus Katharina Tarján (Dramaturgie/Öffentlichkeitsarbeit) und Karin Lindner (Produktionsleitung). 2013 wurde der Spielbetrieb eingestellt. 
Die Inszenierungen wurden in verschiedenen Berliner Spielstätten gezeigt, darunter im Konzerthaus Berlin, im Admiralspalast, im Saalbau Neukölln, in der ehemaligen Schaubühne am Halleschen Ufer, im Hansa-Theater und überwiegend im Hebbel-Theater.